# 西湾子事件
西湾子事件，或崇礼血案、崇礼惨案、西湾子大屠杀（Xiwanzi Massacre），是1946年12月第二次国共内战期间在当时中华民国察哈尔省崇礼县西湾子村由中共军队对当地信仰天主教民众实施的屠杀抢劫事件。

## 经过
西湾子村当时属天主教西湾子教区，人口3000多人，全部为天主教徒。该村为附近的传教中心，每年可皈依约300位信徒。1945年8月张家口战役期间，中共军队首次攻占西湾子，当地天主教会遭到侵犯，一些神父等神职人员被关押。
1946年9月23日，中国籍神父Benedict Ying遭枪击身亡。10月，另有两位中国籍神父以莫须有的罪名遭到关押并自此以后下落不明。12月，在有妇女儿童参加的公审期间，当地一位地主被残酷批斗并当众殴打身亡。紧随其后，主教被囚禁。当地天主教会因其“罪行”被勒令缴纳300万斤面粉。由于无力缴纳，中共军队没收了教会的全部教产。当地教徒拒绝移交教堂，由于执行没收任务的士兵不愿执行，中共发动了邻村非基督徒以赔偿过往损失的名义要求没收教堂。邻村村民试图绑架并殴打神父时遭当地教民抵制未果。同时，教民的土地和农场被没收。尽管中共在当地反复举办教育大会，数月以来每周数次每次五至七小时，当地教民仍无人放弃信仰。
12月9日拂晓，中共军队对西湾子发动进攻。当地居民组建了约400人的人民自卫队和警备大队守卫城区的北东南三个方向。下午四时，西部组建有游击部队被击破，中共军队攻入城内。有当地村民躲入山中后被捕回。剩余约100名人民自卫队成员退入教堂大楼继续抵抗，大批民众跟随躲入。由于这些信徒拒绝投降，士兵对教堂纵火，除一人跳楼逃离，其他信徒在火中祷告并最后被烧死。中共士兵还对其他宗教建筑纵火并焚毁了大教堂及众多宗教物品。中共士兵大批逮捕村民并对其审讯，多人当即被杀。在被捕的172人中，最后只有60人获释。10日，从临近的赤城县和龙关县赶来大批包括中共在内的民众，对城内展开洗劫并剥走死者身上的衣物。11日，三位中国籍神父Joseph Chin、Anthony Xu和Paul Yao被枪杀。各家各户的宗教物品和圣经被没收。包括修女在内的教民女子如有面容较好者会被强迫与中共士兵结婚。孤儿院因150名儿童向中共军队下跪而免遭纵火，但孤儿院的衣服被褥都被拿走。
中共军队随后撤退，国军于12月11日早夺回崇礼。12月14日，中央社王华灼、中央日报龚选舞等记者受国军邀请组成南京记者团前往当地报道。一天内发现共250具遗体。在城南共发现400具被剥光衣服的遗体，其中包括军人和老百姓。通过长期佩戴军帽导致的头部黑白分线，可以分辨出哪些人是军人，而所有军人都先被剥光衣服割去耳朵和生殖器后遭枪杀或刺杀的。而老百姓则有遭到挖眼破腹、切去四肢或被石头打死。妇女多被割去乳房钉在树上或墙上。另有300具遗体散陈在许多房间。据Francis LeGrand神父所说，当地家家户户都有人失踪，生死未卜。遇难者遗体显示死者生前遭受残酷虐待，许多人在被发现时全身赤裸。一些遗体被绳子绑着身上有刺刀导致的伤痕。50人被活埋。其他人头部有弹孔。此后，尽管国民党军队占领了当地，仍有中共游击队不时偷袭西湾子并杀死教民。在中共军队离开后，当地教民一度恢复宗教活动。不过1948年，中共军队再次占领西湾子。当地教民又遭到了迫害。